# Takii Kōsaku

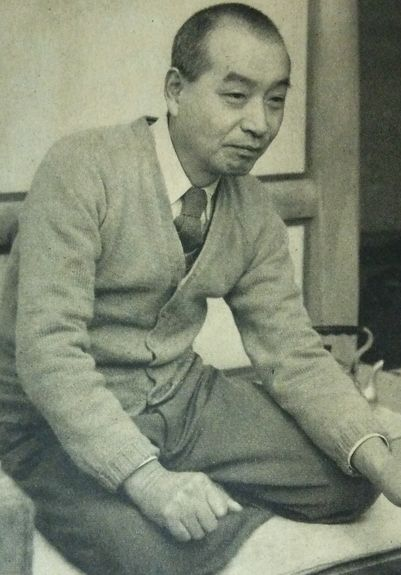
Takii Kōsaku

Takii Kōsaku (japanisch 瀧井 孝作; geboren 4. April 1894 in Takayama (Präfektur Gifu); gestorben 21. November 1984 in Tokio) war ein japanischer Schriftsteller und  Haiku-Poet.

## Leben und Wirken
Takii Kōsaku wurde als Sohn eines Tischlers geboren und arbeitete zunächst bei einem Fischgroßhändler. Dann traf er den Haiku-Dichters Kawahigashi Hekigotō, der auf eine Reise durchs Land war, und wurde dessen Schüler. Takii verbrachte einige Zeit in Osaka und ging dann nach Tokio. Dort konnte er kleinere Beiträge wie „Sōun“ (層雲) – etwa „Wolkendecke“ – und „Kaikō“ (海紅) – „Meeresrot“ – in Haiku-Zeitschriften, die dem neuen Stil gegenüber aufgeschlossen waren, veröffentlichen. Er wurde Mitarbeiter der literarischen Abteilung der Zeitung „Jiji Shimpō“ (時事新報), fand Kontakt zum Schriftsteller Akutagawa Ryūnosuke. Er wechselte dann zum literarischen Magazin „Kaizō“ (改造) und lernte Shiga Naoya kennen, der sein weiteres Leben veränderte. Takii wohnte dann in Abiko, wo Shiga lebte, dann nach Kyōto, schließlich nach Nara.
Takii etablierte sich als Schriftsteller mit „Mugen hōyō“ (無限抱擁) – etwa „Unbegrenzte Umarmung“, das zunächst als Serie von 1921 bis 1924, dann 1927 als Buch erschien. Das ist eine autobiografisch gefärbte Geschichte über eine Liebe zu einer Prostituierten, die kurz nach der Heirat starb. Er heiratete dann Shinozaki Rin (篠崎 リン), eine Verwandte von Shigas Frau.
Wie bei Shiga, der ein Leben lang sein Mentor blieb, beschreibt Takii in seinen Büchern meist innerfamiliäre Beziehungen. Die meisten seiner späteren Werke sind jedoch Essays ohne Handlung, die in der Haiku-Tradition geschrieben sind. Weitere Arbeiten von ihm sind Haiku-Sammlung „Sessai kushū“ (折柴句集) 1931 und die Kurzgeschichten „Kekkon made“ (結婚まで) – „Bis zur Hochzeit“, 1927 und „Yokuboke“ (慾呆け) – „Angst“, 1934.
Nach dem Zweiten Weltkrieg erhielt Takii für „Yashu“ (野趣) – etwa „Ländliche Stimmung“ den 1968 den Yomiuri-Literaturpreis. 1974 erhielt er für „Haijin nakama“ (俳人仲間) den Großen Preis für japanische Literatur. Es ist der erste Teil einer Art Autobiografie, die letztlich unvollendet blieb.
1960 wurde Takii Mitglied der Akademie der Künste, 1974 wurde er als Person mit besonderen kulturellen Verdiensten geehrt.